# Équipe d'Arménie occidentale de football
Maillots
L'Équipe d'Arménie occidentale de football (WWFA) (Arménien: Արևմտյան Հայաստանի ֆուտբոլի ազգային հավաքական) est une sélection de joueurs professionnelles de l'Arménie occidentale, sous l'égide de l'Association de football d'Arménie occidentale fondée en 2015.
Elle est depuis 2015 membre de la Confédération des associations de football indépendantes. À ce titre, elle participe à ses compétitions internationales.
L'équipe représente les Arméniens de la région d'Arménie occidentale qui se trouve maintenant sur le territoire de l'actuelle Turquie.
Certaines organisations arméniennes considèrent que l'Arménie occidentale fait légitimement partie de l’État d'Arménie reconnu de facto le 19 janvier 1920 et de jure le 11 mai 1920 par les Puissances Alliées. La Turquie signe le Traité de Sèvres le 10 août 1920, dans lequel il est mentionné au sein de l'article 88, qu'elle déclare reconnaître l'indépendance et la souveraineté de l'Arménie sur le territoire de l'Arménie occidentale comme l'ont déjà fait les puissances alliées. Un Conseil national arménien s'est ainsi constitué le 17 décembre 2004 pour faire valoir et appliquer les droits à l'autodétermination des Arméniens d'Arménie occidentale.

## Histoire

### Première rencontre

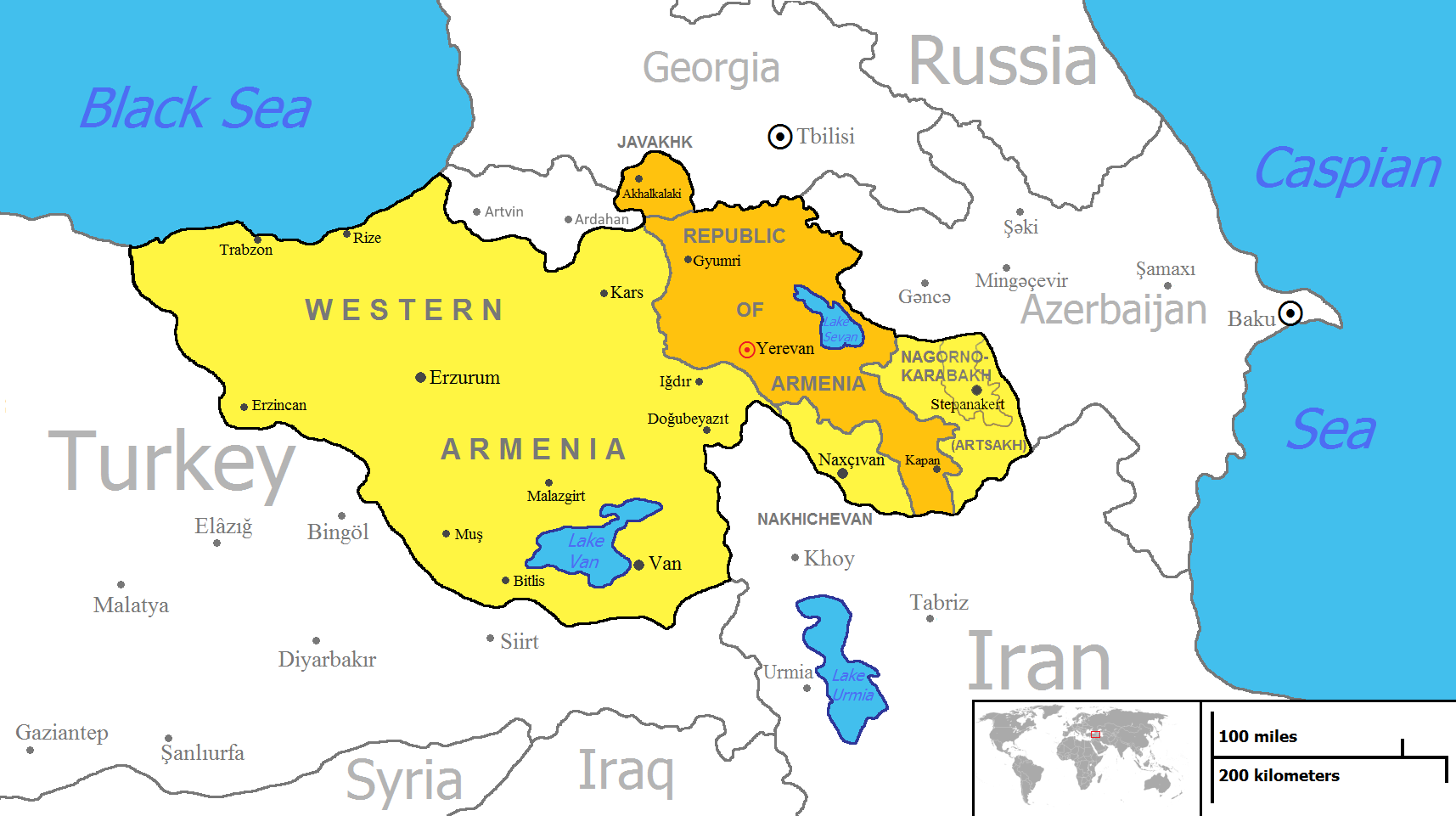
Représentation en jaune de l'Arménie occidentale

Le 6 janvier 2016, pour la première fois de son histoire, l'Arménie Occidentale participe à un match amical à Sausset-les-Pins au Stade Michel-Hidalgo contre l'Olympique de Marseille (CFA), l'Arménie Occidentale perd la rencontre sur un score de 3-2, Vahagn Militosyan est devenu le premier buteur de l'histoire de la sélection après avoir marqué les deux buts du match pour l'Arménie occidentale,,,.

### Coupe du monde de football ConIFA 2016
La ConIFA invite l'Arménie Occidentale a participé à la Coupe du monde de football ConIFA 2016. Le 30 mai 2016, l'Arménie Occidentale remporte son premier match officiel lors d'une compétition internationale face à l'Archipel des Chagos, l'Arménie Occidentale bat son adversaire 12-0. Le 31 mai 2016, l'Arménie Occidentale perd son second match face à l'équipe d'Abkhazie sur un score de 1-0. Le 2 juin 2016, l'Arménie Occidentale rejoint les quarts de finale contre le Pendjab, est perd la rencontre 3-2. l'Arménie Occidentale participe à deux matchs de classement, le 3 juin 2016 au premier tour l'Arménie Occidentale remporte son match aux tirs au but 6-5 face au Kurdistan, le 4 juin 2016 lors du second tour l'Arménie Occidentale perd 3-0 contre la Laponie. L'Arménie Occidentale termine la compétition à la sixième place.

### Coupe d'Europe de football Conifa 2017
En 2017, l'Équipe d'Arménie occidentale se retire du tirage au sort de la seconde édition de la Coupe d'Europe de football Conifa en raison d'un manque de garanties quant à la sécurité d'une éventuelle participation,.
Il existe des tensions historiques entre l'Arménie et la Turquie par rapport à la région de l'Arménie occidentale,,.

### Coupe du monde de football ConIFA 2018
Pour sa deuxième participation au mondial de la ConIFA, l'Arménie Occidentale recrute un nouveau recruteur du nom de Haroutioun Vardanian qui aura en charge de s'occuper de la sélection arménienne d'occident,,.
La Confédération des associations de football indépendantes (ConIFA) a procédé vendredi 08 décembre dernier à la répartition des pots en préparation du tirage au sort de la phase finale de la Coupe du monde 2018.
L'Arménie occidentale se retrouve dans le pot 3 avec le Tamil Eelam, la Haute-Hongrie et la Kiribati, qu’elle est donc sûre de ne pas rencontrer au 1er tour.
Le tirage au sort aura lieu le 06 janvier 2018 à Chypre du nord lors de l’Assemblée Générale annuelle. Le tirage au sort de la phase finale de la Coupe du monde de football ConIFA 2018 a lieu le 6 janvier 2018 à 13h à Kyrenia en Chypre du Nord lors de la 5e Assemblée générale annuelle de la ConIFA. L'Arménie occidentale rejoint le groupe D est rencontrera les équipes du Pendjab, de la Kabylie et des Coréens Unies au Japon, les 3 équipes sont dans le Top 10 du classement ConIFA,.
L'Arménie Occidentale participe à une rencontre amicale afin de préparer la sélection à la coupe du monde. Elle affronte le club de national 2, AS Saint-Priest qui remporte la rencontre sur un socre de 6 à 1.
Le 31 mai 2018, l'Arménie occidentale rencontre pour son premier match les Coréens Unies au Japon, pendant 90 minutes jusqu'au sifflet finale le score restera vierge 0 à 0,. Le 2 juin 2018, l'Arménie occidentale  affronte le Pendjab est remporte son second match grâce à un but à la quatorzième minute de Vahagn Militosyan. Le 3 juin 2018, pour son dernier match de groupe, l'Arménie occidentale affronte la Kabylie est remporte la rencontre sur un résultat positif de 4 buts à 0. Le 5 juin 2018, l'Arménie occidentale rencontre le Pays sicule en quart de finale, la rencontre sera à l'avantage de l'adversaire qui remportera le match 4 à 0. Le 7 juin 2018, l'Arménie occidentale affronte pour sa première rencontre de classement la sélection de cascadie, qui se solde comme pour le match précédent sur un score de 4 à 0. Le 9 juin 2018, l'Arménie occidentale rencontre pour son dernier match de classement l'équipe de Brava (Barawa), la sélection arménienne remportera la rencontre en écrasant Brava sur un score de 7 à 0. L'Arménie Occidentale termine à la 7e place de la Coupe du monde de football ConIFA de 2018.

### Coupe d'Europe de football Conifa 2019
Le 5 janvier 2019, en France Stade des Costières à Nîmes. L'Arménie occidentale	joue une rencontre de préparation face à Nîmes Olympique qui se termine par une défaite (1-4). Le 9 janvier 2019, au stade de Bon Rencontre à Toulon, l'Arménie occidentale joue une seconde rencontre de préparation face à  SC Toulon, qu'elle perd (0-2).
L'Arménie Occidentale arrive à Stepanakert le 31 mai 2019, est participe à la Coupe d'Europe de football ConIFA 2019. Le 2 juin 2019, pour son premier match elle affronte l'Ossétie du Sud et perd 2 but à 1. Le 3 juin 2019, l'Arménie occidentale rencontre le Pays sicule lors de son second match est remporte le match 5 à 0. Le 4 juin 2020, l'Arménie occidentale rencontre la Padanie est termine son dernier match sur un score nul de 1 à 1. L'Arménie occidentale affronte l'Abkhazie en demi-finale, la rencontre se termine sur scoce nul de un partout (1-1), qui ce solde sur une séance de tirs au but remporté par l'Arménie occidentale (3-0). Le 9 juin 2019, pour le dernier match de la compétition, l'Arménie occidentale rencontre à nouveau l'Ossétie du Sud pour le titre de champion. La finale se termine par la défaite de l'Arménie occidentale sur un score de 1 à 0 devant 12 000 spectateurs, terminant ainsi à la seconde place de la Coupe d'Europe de football ConIFA 2019.

### Coupe du monde de football ConIFA 2020
L'Arménie occidentale devait participer à sa troisième Coupe du monde de football ConIFA en Macédoine du Nord, mais le 23 mars 2020, la ConIFA a annoncé que la quatrième Coupe du monde de football ConIFA n'aura pas lieu en Macédoine du Nord du 30 mai au 7 juin 2020,,,,. Il est finalement décidé que le tournoi est annulé à cause de la pandémie du COVID-19.

### Coupe d'Europe de football ConIFA 2021
Les sélections de l'Arménie occidentale et du Haut-Karabagh partiront dans la ville de Nice en France à la quatrième Coupe d'Europe de football ConIFA qui se déroulera du 3 au 12 juin 2022, la compétition a été décalée d'une année en raison de la pandémie de Covid-19. Les médias azerbaïdjanais ont qualifié cela de "provocation arménienne", les participations des équipes de l'Arménie occidentale et du Haut-Karabagh. L'Arménie occidentale intègre le groupe D avec la Padanie et la Chamerie.

## Parcours dans les compétitions internationales

### Coupe du monde de football ConIFA
| 2014 | Ne participe pas                                          | Ne participe pas                                          | Ne participe pas                                          | Ne participe pas                                          | Ne participe pas                                          | Ne participe pas                                          | Ne participe pas                                          | Ne participe pas                                          | Ne participe pas                                          |
| 2016 | 6e                                                        | 5                                                         | 1                                                         | 1                                                         | 3                                                         | 14                                                        | 7                                                         |                                                           |                                                           |
| 2018 | 7e                                                        | 6                                                         | 3                                                         | 1                                                         | 2                                                         | 12                                                        | 8                                                         |                                                           |                                                           |
| 2020 | Annulée en raison de la pandémie de maladie à coronavirus | Annulée en raison de la pandémie de maladie à coronavirus | Annulée en raison de la pandémie de maladie à coronavirus | Annulée en raison de la pandémie de maladie à coronavirus | Annulée en raison de la pandémie de maladie à coronavirus | Annulée en raison de la pandémie de maladie à coronavirus | Annulée en raison de la pandémie de maladie à coronavirus | Annulée en raison de la pandémie de maladie à coronavirus | Annulée en raison de la pandémie de maladie à coronavirus |
| 2022 |                                                           |                                                           |                                                           |                                                           |                                                           |                                                           |                                                           |                                                           |                                                           |

### Coupe d'Europe de football ConIFA
| 2015 | Ne participe pas | Ne participe pas | Ne participe pas | Ne participe pas | Ne participe pas | Ne participe pas | Ne participe pas | Ne participe pas | Ne participe pas |
| 2017 | Ne participe pas | Ne participe pas | Ne participe pas | Ne participe pas | Ne participe pas | Ne participe pas | Ne participe pas | Ne participe pas | Ne participe pas |
| 2019 | 2e               | 5                | 1                | 2                | 2                | 8                | 5                |                  |                  |
| 2021 | -                | -                | -                | -                | -                | -                | -                |                  |                  |

## Rencontres

### Matches internationaux
Le tableau suivant liste les rencontres de l'Équipe d'Arménie occidentale de football
| No | Date           | Lieu                                                    | Haut-Karabagh       | Adversaire                   | Score       | Compétition                            | Buteur(s) pour l'Arménie occidentale | Buteur(s) pour l'adversaire                                                       | Rapport   |
| -- | -------------- | ------------------------------------------------------- | ------------------- | ---------------------------- | ----------- | -------------------------------------- | --- | --------------------------------------------------------------------------------- | --------- |
| 1  | 6 janvier 2016 | Stade Michel-Hidalgo Sausset-les-Pins France            | Arménie occidentale | Olympique De Marseille (CFA) | P 2-3       | Amical                                 | 66e 85e Vahagn Militosyan | 6e Apruzesse, 58e Kraichi, 61e Berberyan og                                       | (Rapport) |
| 2  | 30 mai 2016    | Dinamo Stadium Soukhoumi Abkhazie                       | Arménie occidentale | Archipel des Chagos          | V 12-0      | Coupe du monde de football ConIFA 2016 | 3e 20e 30e 34e 45e 53e David Ghandilyan, 55e Tamaz Avolyan, 58 81 Armen Kapikyan, 64e Ruslan Trabzon, 69e Vahagn Militosyan, 73e Hirac Yagan |                                                                                   | (Rapport) |
| 3  | 31 mai 2016    | Dinamo Stadium Soukhoumi Abkhazie                       | Arménie occidentale | Abkhazie                     | P 0-1       | Coupe du monde de football ConIFA 2016 | | 9e Dmitri Kortava                                                                 | (Rapport) |
| 4  | 2 juin 2016    | Dinamo Stadium Soukhoumi Abkhazie                       | Arménie occidentale | Pendjab                      | P 2-3       | Coupe du monde de football ConIFA 2016 | 67e Tamaz Avolian · 79e Raffi Kaya | 2e 36e 44e Amar Pureval                                                           | (Rapport) |
| 5  | 3 juin 2016    | Dinamo Stadium Soukhoumi Abkhazie                       | Arménie occidentale | Kurdistan                    | N 0-0 (6-5) | Coupe du monde de football ConIFA 2016 | |                                                                                   | (Rapport) |
| 6  | 4 juin 2016    | Daur Akhvlediani Stadium Gagra Abkhazie                 | Arménie occidentale | Laponie                      | P 0-3       | Coupe du monde de football ConIFA 2016 | |                                                                                   | (Rapport) |
| 7  | 11 avril 2018  | Stade Raymond Troussier Décines Décines-Charpieu France | Arménie occidentale | AS Saint-Priest              | P 1-6       | Amical                                 | ? Vicken Valenza | Boukaka, Abarouai, Gbaguidi, Soumah, Djoumoi, Lahaye                              | (Rapport) |
| 8  | 31 mai 2018    | Colston Avenue Carshalton Angleterre                    | Arménie occidentale | Coréens Unies au Japon       | N 0-0       | Coupe du monde de football ConIFA 2018 | |                                                                                   | (Rapport) |
| 9  | 2 juin 2018    | Arbor Park, Slough, Berkshire, Angleterre               | Arménie occidentale | Pendjab                      | V 1-0       | Coupe du monde de football ConIFA 2018 | 14e Vahagn Militosyan (en) |                                                                                   | (Rapport) |
| 10 | 3 juin 2018    | Queen Elizabeth II Stadium, Enfield Town, Angleterre    | Arménie occidentale | Kabylie                      | V 4-0       | Coupe du monde de football ConIFA 2018 | 23e Arman Mossian, 61e 87e Vicken Valenza-Berberian, 89e Vahagn Militosyan (en)                                                              |                                                                                   | (Rapport) |
| 11 | 5 juin 2018    | Hayes Lane (en), Bromley, Angleterre                    | Arménie occidentale | Pays sicule                  | P 0-4       | Coupe du monde de football ConIFA 2018 | | 36e Zsolt Tankó, 61e Csaba Csizmadia (en), 65e Lóránd Fülöp (en), 86e Barna Bajkó | (Rapport) |
| 12 | 7 juin 2018    | Hayes Lane (en), Bromley, Angleterre                    | Arménie occidentale | Cascadie                     | P 0-4       | Coupe du monde de football ConIFA 2018 | | 24e 62e Calum Ferguson (en), 54e Max Oldham, 79e Yuri Farkas                      | (Rapport) |
| 13 | 9 juin 2018    | Queen Elizabeth II Stadium, Enfield Town, Angleterre    | Arménie occidentale | Brava                        | V 7-0       | Coupe du monde de football ConIFA 2018 | Norik Hovsepyan, David Hovsepyan, Artur Yedigaryan, Fabrice Guzel, Zaven Varjabetyan, Vahagn Militosyan (en), Arman Mossian                  |                                                                                   | (Rapport) |
| 14 | 5 janvier 2019 | Stade des Costières Nîmes France                        | Arménie occidentale | Nîmes Olympique              | P 1-4       | Amical                                 | |                                                                                   | (Rapport) |
| 15 | 9 janvier 2019 | Stade de Bon Rencontre Toulon France                    | Arménie occidentale | SC Toulon                    | P 0-2       | Amical                                 | |                                                                                   | (Rapport) |
| 16 | 2 juin 2019    | Martouni Haut-Karabagh                                  | Arménie occidentale | Ossétie du sud               | P 1-2       | Coupe d'Europe de football Conifa 2019 | Arman Aslanyan 79e | Batraz Gurtsiyev 29e 56e                                                          | (Rapport) |
| 17 | 3 juin 2019    | Askeran Haut-Karabagh                                   | Arménie occidentale | Pays sicule                  | V 5-0       | Coupe d'Europe de football Conifa 2019 | Zaven Badoyan 8e, Davit Hovsepyan 55e, Vazdan Bakalyan 73e, Davit Minasyan 81e, Arman Aslanyan 90+1e                                         |                                                                                   | (Rapport) |
| 18 | 4 juin 2019    | Stepanakert Haut-Karabagh                               | Arménie occidentale | Padanie                      | N 1-1       | Coupe d'Europe de football Conifa 2019 | Artur Yedigaryan 67e | Niccolo Colombo 69e                                                               | (Rapport) |
| 19 | 6 juin 2019    | Stepanakert Haut-Karabagh                               | Arménie occidentale | Abkhazie                     | N 1-1 (0-3) | Coupe d'Europe de football Conifa 2019 | David Manoyan 32e (pen.) | Alan Khugayev 10e                                                                 | (Rapport) |
| 20 | 9 juin 2019    | Stepanakert Haut-Karabagh                               | Arménie occidentale | Ossétie du sud               | P 0-1       | Coupe d'Europe de football Conifa 2019 | | Ibragim Bazaev 65e                                                                | (Rapport) |

### Équipes rencontrées
| Adversaire                   | Joués | Victoires | Matchs nuls | Défaites | Buts pour | Buts contre |
| ---------------------------- | ----- | --------- | ----------- | -------- | --------- | ----------- |
| Ossétie du sud               | 2     | 0         | 0           | 2        | 1         | 3           |
| Pendjab                      | 2     | 1         | 0           | 1        | 3         | 3           |
| Pays sicule                  | 2     | 1         | 0           | 1        | 5         | 4           |
| Abkhazie                     | 2     | 0         | 1           | 1        | 1         | 2           |
| Archipel des Chagos          | 1     | 1         | 0           | 0        | 12        | 0           |
| Kurdistan                    | 1     | 0         | 1           | 0        | 0         | 0           |
| Laponie                      | 1     | 0         | 0           | 1        | 0         | 3           |
| Padanie                      | 1     | 0         | 1           | 0        | 1         | 1           |
| Coréens Unies au Japon       | 1     | 0         | 1           | 0        | 0         | 0           |
| Kabylie                      | 1     | 1         | 0           | 0        | 4         | 0           |
| Cascadie                     | 1     | 0         | 0           | 1        | 0         | 4           |
| Brava                        | 1     | 1         | 0           | 0        | 7         | 0           |
| Olympique de Marseille (CFA) | 1     | 0         | 0           | 1        | 2         | 3           |
| AS Saint-Priest (N2)         | 1     | 0         | 0           | 1        | 1         | 6           |
| Nîmes Olympique              | 1     | 0         | 0           | 1        | 1         | 4           |
| SC Toulon                    | 1     | 0         | 0           | 1        | 0         | 2           |
| Totals                       | 20    | 5         | 4           | 11       | 38        | 35          |

## Meilleurs buteurs
| Rang | Joueur            | Buts | Sél. | Première sélection | Dernière sélection |
| ---- | ----------------- | ---- | ---- | ------------------ | ------------------ |
| 1    | David Ghandilyan  | 6    | 6    | 2016               |                    |
| 2    | Vahagn Militosyan | 3    | 6    | 2016               |                    |
| 3    | Tamaz Avolyan     | 2    | 6    | 2016               |                    |
| -    | Armen Kapikyan    | 2    | 6    | 2016               |                    |
| 4    | Ruslan Trabzon    | 1    | 6    | 2016               |                    |
| -    | Hirac Yagan       | 1    | 6    | 2016               |                    |
| -    | Raffi Kaya        | 1    | 6    | 2016               |                    |
| -    | Vicken Valenza    | 1    | 1    | 2018               |                    |

## Personnalités de la sélection

### Sélections
| Sélection à la Coupe du monde de football ConIFA 2016 | Sélection à la Coupe du monde de football ConIFA 2016 |
| Club                                                  | Nom                                                   |
| ----------------------------------------------------- | ----------------------------------------------------- |
| Gardien                                               |                                                       |
| US Nubar                                              | Gilbert Catikoglu                                     |
| KV Woluwe-Zaventem                                    | Tigran Khanjaryan                                     |
| Défenseur                                             |                                                       |
| Nejmeh SC                                             | Varanth Bezdikian                                     |
| US Ivry                                               | Massis Kaya                                           |
| UGA Decines                                           | Lorys Valenza-Berberian                               |
| MDA Foot Chasselay                                    | Fabrice Guzel                                         |
| Syrianska FC                                          | Serop Budur                                           |
| Milieu de terrain                                     |                                                       |
| Servette FC                                           | Hiraç Yagan                                           |
| FC Wegberg-Beeck (en)                                 | David Azin (en)                                       |
| Ararat Erevan                                         | Zaven Bulut                                           |
| Ararat Erevan                                         | Raffi Kaya                                            |
| UGA Ardziv                                            | Denis Oz                                              |
| A.S. Ararat Issy                                      | Dikran Ozkul                                          |
| KSC Grimbergen                                        | Herant Yagan                                          |
| Attaquant                                             |                                                       |
| 1. FC Kleve (en)                                      | Levon Kürkciyanl                                      |
| Ararat Erevan                                         | David Hovsepyan                                       |
| UJAM Paris Métropole                                  | Vahagn Militosyan (en)                                |
| FC Vaulx-en-Velin                                     | Vicken Valenza-Berberian                              |
| Staff                                                 | Nom                                                   |
| Sélectionneur                                         | Gilbert Catikoglu                                     |

| Sélection à la Coupe du monde de football ConIFA 2018 | Sélection à la Coupe du monde de football ConIFA 2018 |
| Club                                                  | Nom                                                   |
| ----------------------------------------------------- | ----------------------------------------------------- |
| Gardien                                               |                                                       |
| Gandzasar Kapan                                       | Gevorg Kasparov                                       |
| Ararat Erevan                                         | Khachatur Hovsepyan                                   |
| Défenseur                                             |                                                       |
| US Le Pontet Grand Avignon 84                         | Fabrice Guzel                                         |
| UGA Ardziv                                            | Jules Tepelian                                        |
| FC Stade nyonnais                                     | Hiraç Yagan,                                          |
| Lancy                                                 | Raffi Kaya                                            |
| Ararat Erevan                                         | Rafael Safaryan                                       |
| Pas de club                                           | Arman Mossian                                         |
| Pas de club                                           | Massis Kaya                                           |
| Milieu de terrain                                     |                                                       |
| FC Shakhtyor Karagandy                                | Gevorg Najaryan (en)                                  |
| ESC Rellinghausen 06 (de)                             | Zaven Varjabetyan                                     |
| FC Suryoye                                            | Herant Yagan                                          |
| FC Stade nyonnais                                     | Emmanuel Odemis                                       |
| Paris FC                                              | Axel Tashedjian                                       |
| Alashkert FC                                          | Artur Yedigaryan                                      |
| Alashkert FC                                          | Khoren Veranyan                                       |
| Shirak FC                                             | Norik Hovsepyan                                       |
| Pas de club                                           | David Azin                                            |
| Pas de club                                           | Georgi Minasov                                        |
| Attaquant                                             |                                                       |
| FC Nitra                                              | Vahagn Militosyan (en)                                |
| KFC Komárno                                           | David Hovsepyan                                       |
| 1. FC Kleve (en)                                      | Levon Kürkciyanl                                      |
| FC Bords-de-Saône                                     | Vicken Valenza-Berberian                              |
| Staff                                                 | Nom                                                   |
| Sélectionneur                                         | Haroutioun Vardanian                                  |

| Sélection des deux premiers matchs amicaux de 2019 | Sélection des deux premiers matchs amicaux de 2019 |
| Club                                               | Nom                                                |
| -------------------------------------------------- | -------------------------------------------------- |
| Gardien                                            |                                                    |
| Valence CF                                         | Furman Abrahamyan                                  |
| SC Toulon                                          | Loic Yasidjian                                     |
| UGA Ardziv                                         | Kevin Sumian                                       |
| Défenseur                                          |                                                    |
| UGA Ardziv                                         | Jules Tepelian                                     |
| Lancy FC                                           | Raffi Kaya                                         |
| FC Stade nyonnais                                  | Fabrice Guzel                                      |
| Ararat Erevan                                      | Rafael Safaryan                                    |
| Ararat Erevan                                      | Volodya Samsonyan                                  |
| Ararat Erevan                                      | Vardan Arzoyan                                     |
| Milieu de terrain                                  |                                                    |
| Ararat Erevan                                      | David Azin (en)                                    |
| Ararat Erevan                                      | Ruslan Avagyan                                     |
| Ararat Erevan                                      | Sergey Petrosyan                                   |
| ESC Rellinghausen 06 (de)                          | Zaven Varjabetyan                                  |
| FC Stade nyonnais                                  | Hiraç Yagan                                        |
| KSC Grimbergen                                     | Herant Yagan                                       |
| Paris FC                                           | Axel Tachedjian                                    |
| Attaquant                                          |                                                    |
| Ararat Erevan                                      | Andranik Kocharya                                  |
| Ararat Erevan                                      | Vardan Bakalyan                                    |
| Ararat Erevan                                      | Zaven Badoyan                                      |
| SKF Sered                                          | Vahagn Militosyan (en)                             |
| FC Stade nyonnais                                  | Emmanuel Nerses Odemis                             |
| Staff                                              | Nom                                                |
| Sélectionneur                                      | Haroutioun Vardanian                               |

| Sélection à la Coupe d'Europe de football Conifa 2019 | Sélection à la Coupe d'Europe de football Conifa 2019 |
| Club                                                  | Nom                                                   |
| ----------------------------------------------------- | ----------------------------------------------------- |
| Gardien                                               |                                                       |
| Gandzasar Kapan                                       | Gevorg Kasparov                                       |
| Sans club                                             | Khachik Hovsepyan                                     |
| Défenseur                                             |                                                       |
| Shirak FC                                             | Aghvan Davoyan                                        |
| Shirak FC                                             | Artyom Mikaelyan (en)                                 |
| Artsakh FC                                            | Argishti Petrosyan                                    |
| Alashkert FC                                          | Hrayr Mkoyan                                          |
| Ararat Erevan                                         | Rafayel Safaryan                                      |
| Ararat Erevan                                         | Vardan Arzoyan                                        |
| FC Stade nyonnais                                     | Fabrice Guzel                                         |
| Lancy FC                                              | Raffi Kaya                                            |
|                                                       | Andreas Mkztsian                                      |
| Milieu de terrain                                     |                                                       |
| Sans club                                             | David Azin (en)                                       |
| KSC Grimbergen                                        | Herant Yagan                                          |
| Shirak FC                                             | Arman Aslanyan                                        |
| Artsakh FC                                            | Benik Hovhannisyan (en)                               |
| Alashkert FC                                          | Artur Yedigaryan                                      |
| Alashkert FC                                          | Ghukas Poghosyan (en)                                 |
| Gandzasar Kapan                                       | Davit Minasyan                                        |
| Junior Sevan FC (en)                                  | Armen Derdzyan                                        |
| FK Rabotnicki Skopje                                  | David Manoyan                                         |
| Attaquant                                             |                                                       |
| Alashkert FC                                          | Vardan Bakalyan                                       |
| Ararat Erevan                                         | Zaven Badoyan                                         |
| Gandzasar Kapan                                       | Gevorg Nranyan                                        |
| ENThOI Lakatamia                                      | Davit Hovsepyan                                       |
| Staff                                                 | Nom                                                   |
| Sélectionneur                                         | Haroutioun Vardanian                                  |
| Entraîneur adjoint                                    | Edgar Torosyan                                        |
| Entraîneur adjoint                                    | Hovhannes Tahmazyan                                   |
| Entraîneur adjoint                                    | Edik Ericyan                                          |
| Masseur                                               | Hovik Voskanyan                                       |
| Docteur                                               | Hrant Ashchyan                                        |

### Sélectionneurs
| N°     | Sélectionneurs       | Période       | Matchs | Gagnés | Nuls | Perdus | Gagnés % |
| ------ | -------------------- | ------------- | ------ | ------ | ---- | ------ | -------- |
| 1      | Gilbert Catikoglu    | 2015-2016     | 6      | 1      | 1    | 4      | 16.66    |
| 2      | Haroutioun Vardanian | 2018-en cours | 14     | 4      | 3    | 7      | 28.57    |
| Totals | Totals               | Totals        | 20     | 5      | 4    | 11     | 25%      |

### Présidents de la Fédération d’Arménie occidentale de football
| N° | Nom         | Période       |
| -- | ----------- | ------------- |
| 1  | Hiraç Yagan | 2015-en cours |